# OW Bunker
OW Bunker var et dansk aktieselskab med hovedsæde i Nørresundby. Selskabet OW Bunker A/S er i dag under konkursbehandling.
Virksomheden beskæftigede sig primært med køb og salg af brændstof til skibe. I 2013 havde selskabet en omsætning på 92,3 milliarder kroner, hvilket gjorde det til Danmarks næststørste selskab målt på omsætning, kun overgået af A.P. Møller - Mærsk. Selskabet beskæftigede i 2013 i alt 622 medarbejdere på verdensplan.
Selskabets hovedaktionær er den svenske kapitalfond Altor. Den 28. marts 2014 blev OW Bunkers aktier noteret på Københavns Fondsbørs, efter at der var udstedt nye aktier, og Altor solgte ud af eksisterende beholdning.
Kun syv måneder efter børsintroduktionen meddelte OW Bunker, at forhandlinger med koncernens banker om en refinansiering af koncernens gæld var sat i bero som følge af konstateret svindel i et datterselskab i Singapore. Koncernen havde realiseret tab på fejlslagne oliekontrakter på 150 millioner USD samt tabt 125 millioner dollars på den angivelige svindel. Den 6. november 2014 meddelte OW Bunker, at koncernens to danske datterselskaber, O.W. Bunker & Trading A/S og O.W. Supply & Trading A/S havde anmodet skifteretten om rekonstruktion. Allerede dagen efter indgav moderselskabet OW Bunker A/S konkursbegæring, der blev taget til følge samme dag.

## Historie
Selskabet blev grundlagt i 1980 i Aalborg som en del af skibshandler Ove Wrists konsortium Wrist Group stiftet i 1950'erne. Mens Ove Wrists andre selskaber leverede forskellige shipping-ydelser til skibe, skulle OW Bunkers eneste fokus være på den fysiske distribution af skibsbrændstof.
Skandinavien og Nordeuropa var de første markeder, selskabet gik ind på. I 1992 åbnede selskabet sit første oversøiske kontor med medarbejdere i Singapore, hvor selskabet oplevede stigende efterspørgsel fra internationale kunder. Imellem 2000 og 2006 besluttede selskabets bestyrelse en strategi om at gøre OW Bunker til en førende spiller inden for videresalg af skibsbrændstof. Man ville samtidig udvide til at dække markedet globalt.
I 2007 overtog den svenske kapitalfond Altor Wrist Group, og dermed også OW Bunker. To år efter flyttede man hovedkontoret fra Aalborg til Nørresundby.
I foråret 2014 var OW Bunker en af de førende globale aktører inden for køb og salg af skibsbrændstof og havde 38 kontorer i 29 lande verden over.

## Sammenbrud i 2014
Den 5. november 2014 klokken 12:49 etablerede NASDAQ OMX børspause for aktien, indtil selskabet offentliggjorde en meddelelse. Ved dagens børsafslutning var meddelelsen endnu ikke offentliggjort. Den kom først sidst på aftenen og meddelte, at OW Bunker sandsynligvis måtte indkassere et tab på omkring 1,6 milliarder danske kroner, hvilket truede med at få virksomheden til at gå konkurs. Det forventede tab blev delvist forklaret med utilstrækkelig risikostyring. Selskabet oplyste også om mulig svindel i koncernens Singapore-baserede datterselskab "Dynamic Oil Trading" for forventet op imod 125 millioner amerikanske dollar, eller hvad der svarer til omkring 743 milliioner danske kroner. Kendskabet til den mulige svindel kom frem, da selskabets danske direktør henvendte sig på OW Bunkers hovedkontor i Nørresundby. Handlen med OW Bunker-aktien var fortsat suspenderet pr. 7. november 2014 og om aftenen blev der indgivet en konkursbegæring til skifteretten i Aalborg.